# ZOV 56
《ZOV 56》，有些出版物以簡稱《ZOV》稱呼此作品。其是帕維爾·菲拉季耶夫的紀實性自傳式作品，他是一名俄羅斯空降兵，參加了俄羅斯對烏克蘭的入侵，也是俄烏戰爭的一員：
「兩個月的泥濘、饑餓、寒冷、汗水與死亡擦身而過的感覺……」
《ZOV 56》的作者菲拉季耶夫是一名俄羅斯政治流亡者，他在離開戰區後不久就寫下了這本書。在這本書中，以及後來公開的發言中，菲拉季耶夫譴責了俄羅斯對烏克蘭的戰爭和入侵行為。
該書作者公開將所有權利轉讓給人道主義項目「Gulagu.net」和「新持不同政見者基金會」。
這本書是作者在事件發生後馬上寫成的，內容充滿高度現實主義的描述，有些地方使用了俄羅斯軍隊特有的粗話和許多作者的情感表達和評論。這本書最初的非專業出版物引起了廣泛的反響，不僅在俄羅斯的網絡論壇上，還在國際媒體上受到了關注，評論中指出了一些第一次出版文本的技術缺陷，也指出了書中情感和現實性的內容。

## 歷史背景
在2014年，烏克蘭歐洲廣場革命勝利和政權更迭後，俄羅斯開始單方面對烏克蘭進行軍事干預。俄羅斯軍隊實際上佔領和吞併了烏克蘭的兩個地區——克里米亞自治共和國和塞瓦斯托波爾，之後俄羅斯實際上支持和軍事援助在烏克蘭境內的領土實體「頓涅茨克人民共和國」和「盧甘斯克人民共和國」，而這些實體未被國際社會承認。截至2022年，衝突中的所有軍事行動都局限於頓巴斯和克里米亞，而俄羅斯正式否認其參與這些行動。
2022年初，俄烏戰爭再次加劇，俄羅斯直接以軍事入侵烏克蘭。在從克里米亞進攻烏克蘭的行動中，俄羅斯第7近衛空降突擊師參與了這次入侵，其中包括俄羅斯第56近衛空降突擊團。當時，這支部隊的士兵中就包括了《ZOV 56》的作者菲拉季耶夫，他在接下來的大約兩個月中直接參與了俄羅斯佔領烏克蘭赫爾松和進攻尼古拉耶夫的事件。

## 創作歷程
作者在俄羅斯入侵烏克蘭中因眼部受細菌感染而返國一個半月後開始撰寫《ZOV 56》一書：

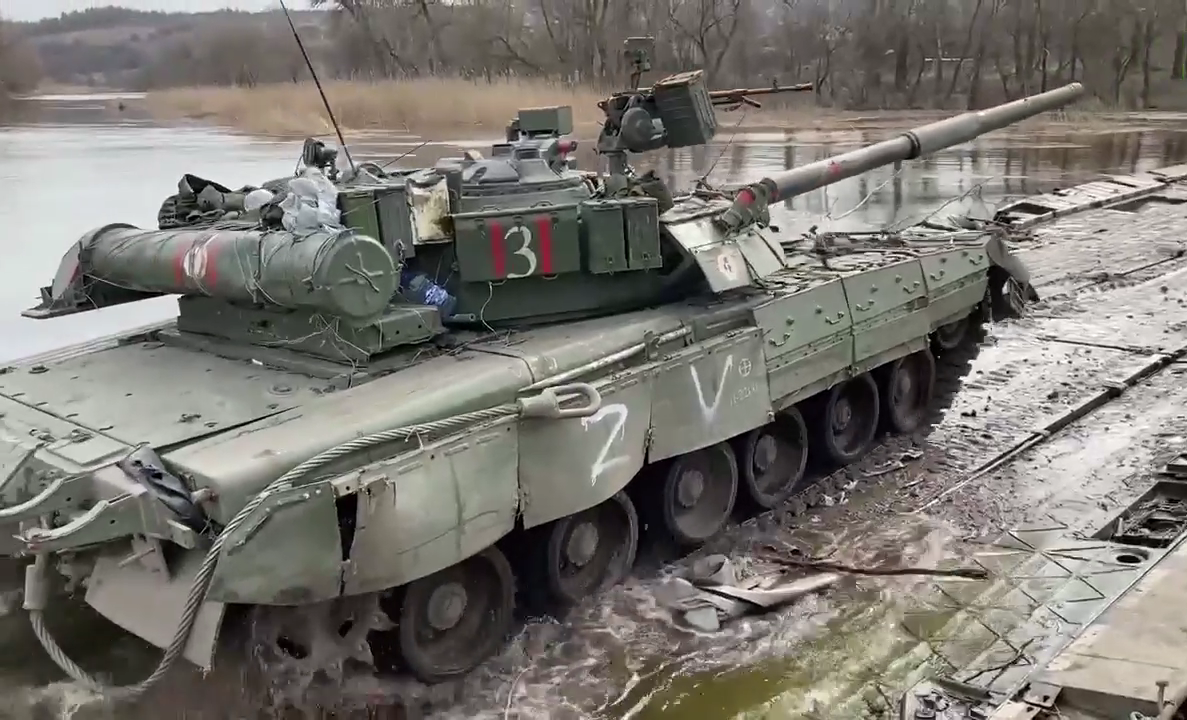
2022年俄羅斯入侵烏克蘭期間帶有「Z」和「V」符號的俄羅斯坦克

俄羅斯軍隊第56近衛空中突擊團旗幟

「我從烏克蘭戰爭回來已經一個半月了，是的，我知道不能用「戰爭」這個詞，它被禁止了，但我還是會使用「戰爭」這個詞，請理解，我已經33歲了，我一生中只說實話，即使對自己有害，這就是我「不正確」的做法，我無法改變這一點。所以，這是一場戰爭，我們的俄羅斯軍隊射擊烏克蘭軍隊，烏克蘭軍隊則進行反擊，那裡的炮彈和火箭正在爆炸……在這過程中，雙方的軍隊和當地居民都在喪失生命，他們「幸運地」住在開始這場被稱為「特別行動」的戰爭之地……現在，我會講述我是如何看待這場戰爭的，以及我如何被捲入其中。我知道要對自己的服役情況保密，但隱瞞它對我來說意味著增加損失……」——《ZOV 56》

## 內容
菲拉季耶夫在自傳中講述自己在一個屬於俄羅斯第56近衛空降突擊團的軍人家庭中之童年生活：
「我自1993年以來就在第56空降突擊團，已經觀察它30年了……」——《ZOV 56》
菲拉季耶夫談到他的父親，一名第56步兵團的士兵，以及他童年記憶和當時對俄軍的印象：
「我記得1999年，第一次車臣戰爭開始時，我當時還是個少年，目送父親去那裡參加戰爭......那時的軍隊是完全不同的，是1999年所擁有的那支軍隊。是的，它不是完美的，需要秩序和改革，但是那時的軍隊比過去23年「改革」後的軍隊強得多……」——《ZOV 56》
然後作者談到了他的青年時代和平民生活，然後詳細描述了他作為一名傘兵回到他父親服役的部隊並在那裡度過了自己的童年。
「初級中士、菲拉季耶夫、第6空降突擊旅、第2空降突擊營、第56空降突擊團、第7空降師……」——《ZOV 56》
上述主要內容詳細描述了作者目擊2022年俄羅斯軍隊在的服役條件和秩序，以及第56空降突擊團（56 ДШП）內部的事件和印象，特別是關於俄羅斯從克里米亞入侵烏克蘭的前兩個月的情況。書中詳細描述了俄羅斯軍隊佔領赫爾松的過程，以及切爾諾巴耶夫卡機場的佔領情況。

## 出版
2022年8月2日，也就是俄羅斯的空降兵節，菲拉季耶夫在Gulagu.net網站上發佈了《ZOV 56》一書的原始文件，同一天該書的作者菲拉季耶夫向俄羅斯人權活動家弗拉基米爾·奧斯切金進行了一次詳盡的訪談，並公開宣佈將《ZOV 56》所有權利轉交給Gulagu.net項目。幾天後，菲拉季耶夫的詳細訪談影片在YouTube上被封鎖。
在Gulagu.net網站上發布《ZOV 56》的原始文件後，這本書被刊登在許多互聯網門戶上，其中包括以有聲書形式發佈。
2022年8月6日，該書作者菲拉季耶夫確認將所有版權交給Gulagu.net項目和新持不同政見者基金會，並在9月初抵達法國後的一個月內，在合同上簽署了這些聲明的證明。
2022年9月30日，大型出版社阿爾賓·米歇爾（Albin Michel）宣布計劃於2022年11月16日開始銷售《ZOV 56》一書，銷售所得將撥入新持不同政見者基金會。 
同年11月，該書的愛沙尼亞語翻譯本出版。

## 評論
在Gulagu.net上發佈的原始文件和最早的網路發佈中，存在一些技術缺陷，如缺乏專業的編輯和校對，語法和句法錯誤，這引起了俄羅斯網絡論壇上的不一致反應和批評。
菲拉季耶夫的書引起了包括國際媒體在內的關注：
英國《衛報》在其文章中指出：「直到現在，還沒有一位參與入侵烏克蘭的俄羅斯士兵自願提供更詳細的敘述。」
法國《世界報》將這本書描述為「141頁的憤怒」。
瑞士的《新蘇黎世報》稱這本書是「關於這段經歷的可怕故事」。
在接受瑞典記者訪問時，菲拉季耶夫表示他和他的戰友所拘留的一些烏克蘭人後來被殺害。由於此前沒有提到這一點，包括在他的書中，這被視為隱瞞與戰爭罪行的相關信息。